# Flash Flash

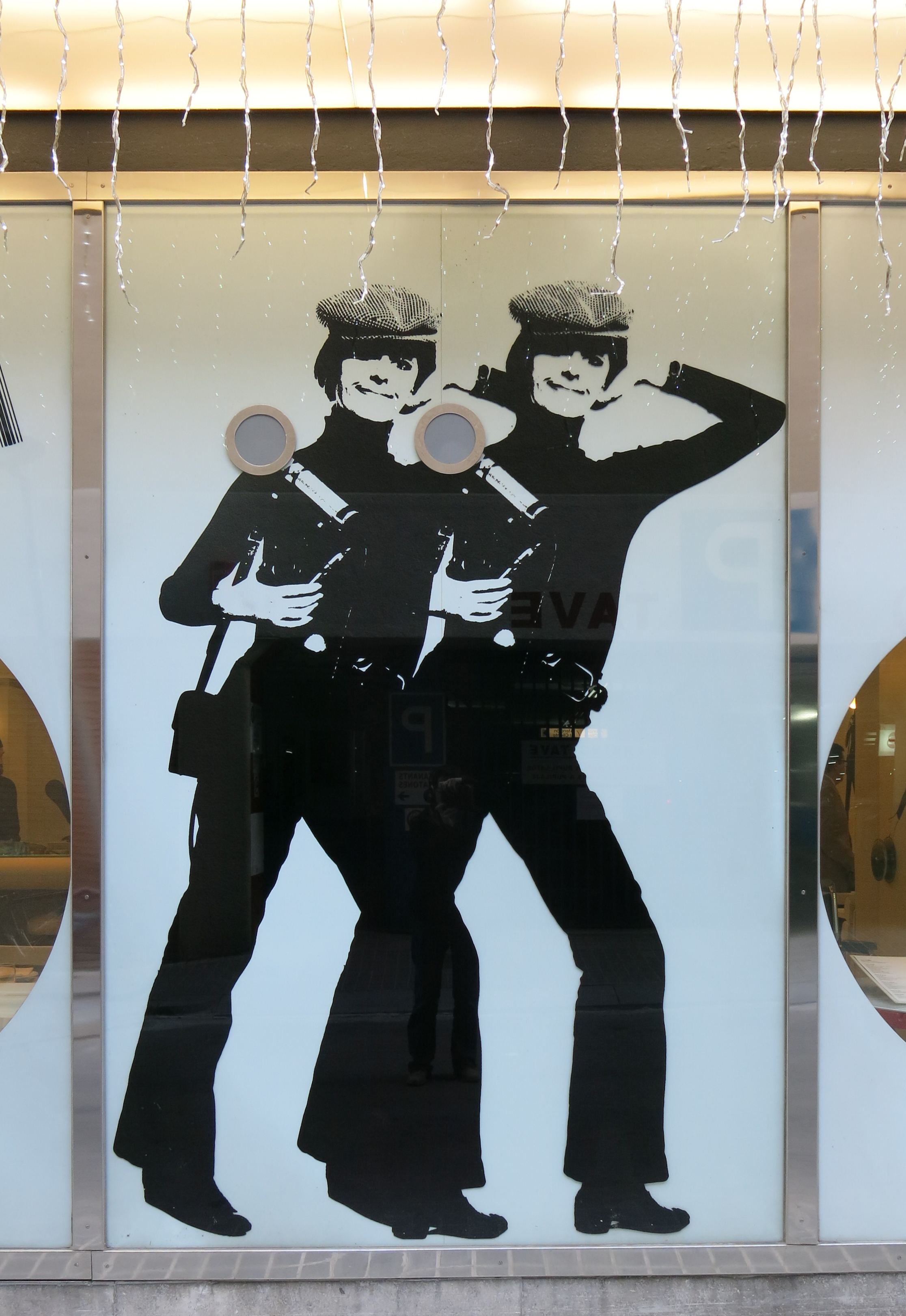
Detall de la façana del restaurant Flash Flash, amb la seva imatge característica d'una dona fotògrafa en blanc i negre.

El Flash Flash és un restaurant clàssic ubicat al carrer de la Granada del Penedès, número 25, de la ciutat de Barcelona.
El restaurant va néixer al final del franquisme, en un moment d'ebullició política i en què la ciutadania sortia al carrer i es mobilitzava per reclamar llibertat, però que també anhelava poder divertir-se. Als anys 60, al país havia entrat una alenada d'aire fresc, s'havien superat perjudicis i la classe treballadora començava a poder permetre's certs luxes. Entre els més joves triomfava el rock. Tots ells volien sortir de festa, gaudir de la nit i, en definitiva, passar-s'ho bé en companyia.
Flash Flash fou concebut com una cosa més que un espai físic, impulsat, entre d'altres, per Leopold Pomés, creador polifacètic, dissenyador, fotògraf, interiorista i home omnipresent a la nit barcelonina. Prop de Bocaccio, al carrer Granada del Penedès, va crear la truiteria Flash Flash, que es va convertir en un espai gastronòmic complementari de la discoteca Bocaccio, el Bocaccio de dia.
Era un restaurant de plantejament senzill: una carta formada sobretot per truites de tota mena i uns quants plats més, sobretot amanides, amb un disseny d'interiors blanc i funcional, amb les parets i els vidres del carrer decorats amb imatges en blanc i negre d'una fotògrafa que retratava els clients. El flaix de la seva càmera, que en tots els casos té una bombeta encesa, actua com a icona de la casa.